# Planorbis planorbis
Espèce
Statut de conservation UICN

 LC  : Préoccupation mineure
Planorbis planorbis est une espèce de mollusques gastéropodes aquatiques pulmonés de la famille des Planorbidae.

## Répartition
Cette espèce cosmopolite se retrouve principalement en Europe :
- Tchéquie[1] - least concern (LC)[2]
- Slovaquie[1]
- Allemagne - not listed in red list
- Pays-Bas
- Pologne
- Grande-Bretagne
- Irlande
- Hongrie
- France

## Description

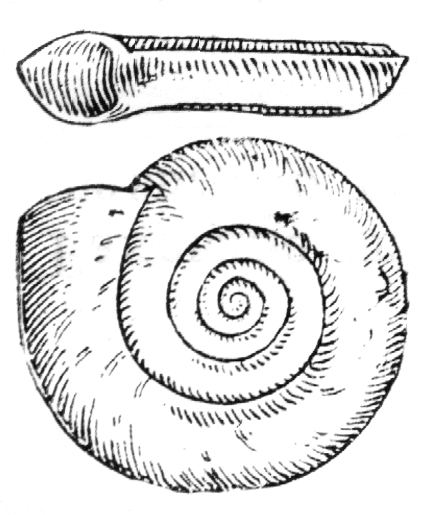
Dessin de la coquille de Planorbis planorbis.
Haut de l'image : vue latérale de la coquille.
Bas de l'image : vue ombilicale de la coquille.

Cette espèce, comme tous les Planorbidae a une coquille sénestre. Elle mesure entre 15 et 20 mm en moyenne.

## Écologie
Elle vit sur des substrats boueux ainsi que dans des étangs sujets à des assèchements temporaires. 